# Convention médicale
 (novembre 2024).
En France, la convention médicale est un ensemble de textes qui régit les liens entre les médecins libéraux et l'assurance maladie. En échange de tarifs régulés pour leurs actes, dont la consultation, une partie de leurs cotisations (assurance maladie, assurance vieillesse) et charges est prise en charge. Elle est négociée entre l'UNCAM et les syndicats des médecins libéraux.
La convention médicale permet aux médecins d'exercer sous 3 secteurs différents. Chaque secteur possède sa propre tarification. Les secteurs 1 et 2 sont dits conventionnés, alors que le secteur 3 est en dehors du système conventionnel de l'assurance maladie.
Pour le secteur 1, dit conventionné, les tarifs correspondent à ceux fixés dans la convention médicale. Ces tarifs servent de base au remboursement de la caisse d’assurance maladie. La complémentaire santé rembourse la partie du montant de la consultation non prise en charge par la sécurité sociale. Il n'y a pas de dépassement d'honoraire. 
Pour le secteur 2, dit conventionné à honoraires libres, le tarif de des consultations est fixé librement, dans des limites modérées. Le patient est remboursé sur la base du tarif fixé par la convention médicale c'est-à-dire ceux du secteur 1. La complémentaire santé prend en charge le dépassement d’honoraires selon un taux contractuellement défini : 100 %, 200 %, 300 %...
Pour le secteur 3, dit en dehors du système conventionnel, les tarifs sont fixés librement par le médecin. Dans ce cas, les patients sont remboursés sur la base d’un tarif dit d’autorité par l’Assurance Maladie (0,61 € pour une consultation de médecine générale, 1,22 € pour une consultation chez un spécialiste).

## Origines

### Ordonnance de 1945
On peut estimer que l'ordonnance de 1945 jette les bases de la convention médicale. On y retrouve la liberté pour l'assuré de choisir son médecin, l'économie de traitement sous réserve d'efficacité, les tarifs présentés par les syndicats dans chaque département.
Cet ordonnance a divisé la Confédération des syndicats médicaux français (CSMF) entre les tenants de la liberté tarifaire et les tenants de la négociation. Les premiers quitteront en 1960 la CSMF pour former l'USMF. puis la Fédération des médecins de France (FMF) en 1968.

### Décret de 1966
Le décret de 1966 crée une commission tripartite entre les syndicats des professionnels de santé, les membres des différents régimes de l'assurance maladie et les représentants du gouvernement. Le décret fixe une convention régionale type à laquelle les professionnels de santé peuvent adhérer en l'absence de convention régionale spécifique. La commission tripartite a pour objectif de garantir aux assurés des soins de qualité. Elle approuve les conventions régionales et les tarifs proposés. Un arrêté ministériel fixe le plafond des tarifs conventionnels. Une commission autorise les dépassements d'honoraires en fonction de la situation de fortune de l'assuré, de ses exigences particulières ou de la notoriété du praticien. Ces dépassements ne peuvent être exercés qu'avec tact et mesure. En 1969, le tarif de la consultation est porté à 13 francs.
En 1970, 80 % des médecins libéraux sont conventionnés, soit en ayant signé individuellement la convention régionale type, soit en adhérant à une convention locale.
La loi du 3 février 1971 relative aux rapports entre les caisses d'assurance maladie et les praticiens et auxiliaires médicaux impose une convention nationale.

## Deux premières conventions (1971 et 1976)
La convention est signée par la CSMF.
On retrouve dans le préambule les bases de la médecine libérale : libre choix du médecin, liberté de prescription, secret professionnel, paiement à l'acte remboursé, réévaluation des actes médicaux dans la hiérarchie des services, soins au meilleur coût dans l'intérêt des malades. On retrouve également le souci de la qualité des soins qui doivent être consciencieux, éclairés, attentifs, prudents et conformes aux données actuelles de la science.
En échange de ces tarifs réglementés, les médecins obtiennent le financement de leur assurance maladie et assurance vieillesse (ASV), ainsi qu'un récapitulatif annuel de leurs honoraires pour la déclaration à l'administration fiscale. Les médecins peuvent refuser la convention et exercer hors convention (secteur 3).
En attendant la signature de la 2e convention, une convention transitoire est signée le 13 juin 1975 entre les 3 caisses, la CSMF et la FMF. Le syndicat de la médecine générale (SMG), le 1er syndicat mono-catégoriel, n'est pas reconnu comme représentatif. Les modifications apportées par la 2e convention touchent aux signataires : la convention est valable si au moins deux caisses (dont la CNAMTS) et un syndicat représentatif la signent. L'avenant n°1 est signée le 29 juin 1976 par les 3 caisses et la FMF. Les avenants n°2, n°4 et n°5 sont signés en 1977 et 1979 par les 3 caisses et les 2 syndicats médicaux. Ils portent sur les tarifs des actes médicaux. Par exemple, l'indemnité forfaitaire constituant l'écart entre C et V (consultation au cabinet ou au domicile) est fixée à 15 francs.

## Troisième convention (1980)
La convention est signée le 29 mai 1980 entre les 3 caisses et la FMF. Elle mentionne les difficultés économiques conjoncturelles qui grèvent le budget de l'assurance maladie, ce qui entraîne une maîtrise concertée des dépenses de santé dans le maintien d'une médecine de qualité. On voit apparaître l'existence de 2 enveloppes, la 1re pour la médecine libérale, l'autre pour les soins hospitaliers. Les caisses reconnaissent la place essentielle du médecin généraliste dans le système sanitaire français. Elles participent au financement de la formation médicale continue.
Cette convention instaure 2 secteurs pour les médecins. Ceux respectant les tarifs conventionnels à qui les caisses financent leurs assurance maladie et assurance vieillesse (secteur 1), et ceux qui ont choisi de pratiquer des tarifs différents et qui financent eux-mêmes leurs assurances (secteur 2). Ce secteur 2 a été créé pour faire entrer dans la convention les médecins de la FMF qui ne souhaitaient pas suivre les tarifs opposables. Les avenants n°4, n°6 et n°9 modifient les tarifs conventionnels.

## Quatrième convention (1985)
La quatrième convention de 1985 pose les bases d'une réflexion pour la prise en charge de l'assurance maternité en sus de celles concernant la maladie et la vieillesse pour les médecins conventionnés. Les tarifs sont à nouveau revalorisés ; par exemple une consultation chez un généraliste coûte 75 francs. Cette convention a été modifiée par 7 avenants. Les avenants n°1, 2, 3 et 5 mettent à jour les tarifs conventionnels. L'avenant n°4 fait passer la barre symbolique des 100 francs au tarif de la consultation chez le généraliste.
L'avenant n°7 fait apparaître un nouveau signataire : la Fédération française des médecins généralistes (MG France) issue d'une scission des généralistes autonomistes de la CSMF.

## Une cinquième convention de courte durée (1990)
La convention est signée en 1990 par les caisses et la FMF. Elle ouvre le "secteur à honoraires libres" (dépassements d'honoraires), ou « secteur 2 », aux anciens chefs de clinique-assistants (CCA). La formation médicale continue devient indemnisée à hauteur de 15 fois le tarif d'une consultation par jour pour toute formation durant au moins 2 jours. Il s'agit d'un projet de financement de la FMC soutenu par MG France. Les caisses s'engagent à financer les cotisations d'allocations familiales en sus de celles d'assurance maladie et d'assurance vieillesse.
La convention est annulée par le Conseil d'État en 1992, car l'article L.162-5 du code de la sécurité sociale dispose depuis 1990 que la convention doit être signée séparément pour les généralistes et les spécialistes. L'avenant no 1 n'est signé que par la CNAMTS, la MSA et la FMF. Il prévoit un contrat entre le patient et son médecin généraliste qui lui permet une dispense d'avance de frais lorsqu'il le consulte.

## Convention signée (1993)

### Loi Teulade
La loi Teulade introduit dans le code de la santé publique la notion de « références médicales nationales » qui sont opposables aux médecins. Elle crée les Unions régionales de médecins libéraux (URML) dont la paternité est revendiquée par la CSMF.
Elle prolonge la convention de 1990 jusqu'à la signature d'une nouvelle convention.

### Convention de 1993
La convention médicale n'est signée que par deux caisses : la CNAMTS et la MSA. Elle n'est signée par la Caisse nationale d'assurance maladie et maternité des travailleurs non salariés des professions non agricoles qu'en 1994. Elle est signée pour les médecins généralistes par la CSMF et pour les  spécialistes par la CSMF et le Syndicat des médecins libéraux (SML) reconnu représentatif des spécialistes en 1993. 
Elle évoque les remplaçants qui sont tenus de se conformer à la convention, alors même qu'ils ne la signent pas, ni directement, ni par l'intermédiaire d'une organisation représentative. En plus de présenter les deux secteurs (honoraires conventionnels et honoraires libres), la convention crée un groupe de travail sur le secteur optionnel qui est censé remplacer à terme les deux secteurs habituels avec une revalorisation de l'acte intellectuel qui serait remboursable pour le patient.
La convention fixe les bases du dossier médical, propriété du patient, couvert par le secret professionnel, nécessaire à la continuité des soins et à l'amélioration de leur qualité. Le SML est reconnu représentatif des médecins généralistes en 1995 (il perd cette qualité en 1997) dans l'avenant n°5. Cet avenant fait passer la consultation d'un généraliste à 110 francs.
MG France est reconnu représentatif des médecins généralistes en 1996 dans l'avenant n°6 alors qu'elle a recueilli 60 % des sièges (301 sur les 490 à pourvoir) aux élections URML de 1994.

## Convention annulée, puis signée (1997)

### Deux conventions en parallèle
Le 20 décembre 1996, la convention de 1993 est dénoncée par les caisses. En 1997, sont signées deux conventions distinctes par deux syndicats monocatégoriels : la convention des médecins généralistes par MG France et celle des spécialistes par l'Union collégiale des chirurgiens et spécialistes français (UCCSF). Cette situation est due au refus de la CSMF d'accepter l'opposabilité des objectifs budgétaires ; le syndicat surnomme cette période de dialogue difficile avec les caisses les 10 années de plomb. 
L'avenant no 1 crée le médecin référent et confirme la création d'un secteur optionnel. Le dispositif du médecin référent est un succès pour les uns : en six mois, 300,000 assurés choisissent un médecin généraliste, et soulève une hostilité d'une majorité de médecins pour d'autres.
La convention nationale des médecins spécialistes est annulée par le conseil d'état en juin 1998. Elle est remplacée par un règlement minimal.

### Convention pour les généralistes
La convention nationale des médecins généralistes est conclue entre, d'une part, la Caisse nationale de l'assurance maladie des travailleurs salariés et la Caisse centrale de la mutualité sociale agricole et, d'autre part, la Fédération française des médecins généralistes. Elle est rejointe en 2003 par le SML, à nouveau reconnu depuis 2002 représentatif des généralistes. La convention de 1998 introduit la télétransmission des feuilles de soins.
En effet, des négociations ont eu lieu entre les caisses et les complémentaires santé pour aboutir à un accord sur la transmission des données offrant aux assurés une dispense totale d'avance de frais (tiers payant) en associant régime obligatoire (CNAMTS, MSA, RSI) et régime complémentaire (Mutuelles). Aucun accord n'est trouvé pour les spécialistes qui continuent d'exercer sous le coup du règlement minimal jusqu'en 2005.
L'avenant n°8 porte le montant de la consultation à 18,50 € et crée une consultation longue pour les patients en ALD à 23 €.

## Convention, puis règlement arbitral (2005)
La convention nationale des médecins généralistes et des médecins spécialistes est conclue le 12 janvier 2005 entre, d'une part, l'Union nationale des caisses d'assurance maladie et, d'autre part, le Syndicat des médecins libéraux, la Confédération des syndicats médicaux français et l'Alliance intersyndicale des médecins indépendants de France.
Cette convention dont l'optique est d'améliorer la coordination des soins, crée le "médecin traitant" et fait disparaître le "médecin référent". Les obligations pour le patient et le médecin traitant ou consultant ne sont pas très contraignantes.
Entre 2005 et 2009, plus de 30 avenants sont publiés. L'avenant n° 18 prévoit le rapprochement de « l'option médecin référent » du « médecin traitant ». L'avenant 20 porte sur la démographie médicale : instauration de mesures incitatives à l'installation et au maintien des généralistes en zones déficitaires. À l'issue de la convention, un règlement arbitral est publié. Il régit les rapports entre les médecins libéraux et les caisses en l'absence de convention.

## Convention de 2011
La convention médicale des médecins généralistes et des médecins spécialistes est conclue le 26 juillet 2011 entre, d'une part, l'Union nationale des caisses d'assurance maladie et, d'autre part, la Confédération des syndicats médicaux français, le Syndicat des médecins libéraux et la Fédération française des médecins généralistes.
La FMF a finalement adhéré également à la convention médicale par acte d’adhésion le 3 décembre 2011[réf. souhaitée].  Cette convention introduit, à côté de la rémunération à l'acte qui reste le socle de la médecine libérale, une rémunération sur objectifs de santé publique (ROSP). Elle renforce les mesures visant à améliorer la répartition des médecins sur le territoire en reconduisant les dispositions de l'avenant 20 de la convention de 2005. Le tiers-payant social pour les patients aux faibles revenus peut être généralisé.
En juillet 2013, on compte un total de 10 avenants publiés dont le plus contesté est l'avenant no 8.

## Convention 2016-2021
{{Passage à actualiser}}
La convention nationale organisant les rapports entre les médecins libéraux et l'assurance maladie est conclue le 25 août 2016, entre, d'une part, l'Union nationale des caisses d'assurance maladie et, d'autre part, la Fédération française des médecins généralistes dite « MG France », la Fédération des médecins de France et le syndicat Le BLOC.

## Outre-mer
La première convention en Polynésie française a été signée en 1995.
La convention locale de Nouvelle-Calédonie ne permet pas une libre installation des médecins depuis 1994. En Polynésie française, la caisse de prévoyance sociale régule le conventionnement depuis 1998.